# シェラ (モロッコ)
シェラ(フランス語: Chellah, アラビア語: شالة)は、モロッコの首都ラバトにある、古代ローマ時代とマリーン朝時代の遺跡。2012年に「近代的首都と歴史的都市をあわせもつ遺産ラバト」として世界文化遺産に登録された。別称はサラ・コロニア。

## 概要
ラバト東部から北部を流れるアブールグルグ川の左岸に立地する。
シェラ遺跡は1世紀頃の古代ローマ時代の遺跡の上に13世紀末頃のマリーン朝時代の墓地があり、2つの異なる時代の遺跡が混在している遺跡である。遺跡はマリーン朝時代の城壁によって囲まれている。
現在、シェラ遺跡は考古学公園として一般公開されている。また、発掘品はラバトの考古学博物館で展示されている。
また、シェラはラバトに隣接するサレの名前の由来にもなっている

## 歴史

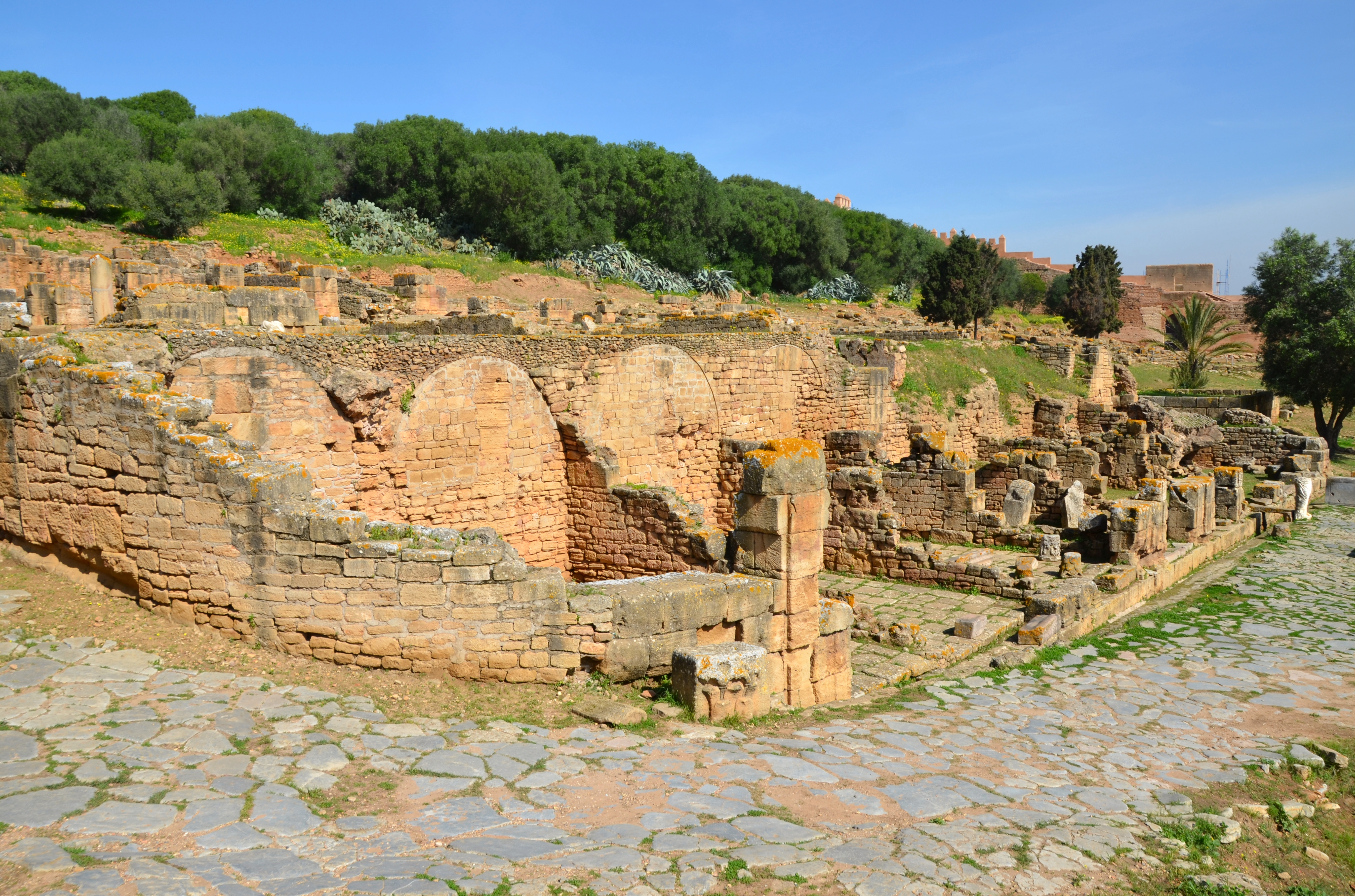
古代ローマ時代の遺跡

1世紀、ローマ人によってサラ・コロニアと呼ばれていた街が形成される。サラ・コロニアは主要な港として栄え、商業の中心地となった。発掘調査からサラ・コロニアには寺院、バシリカ、フォルムや民会などがあったことが判明している。4世紀頃までローマ軍が駐在していたその後に衰退。

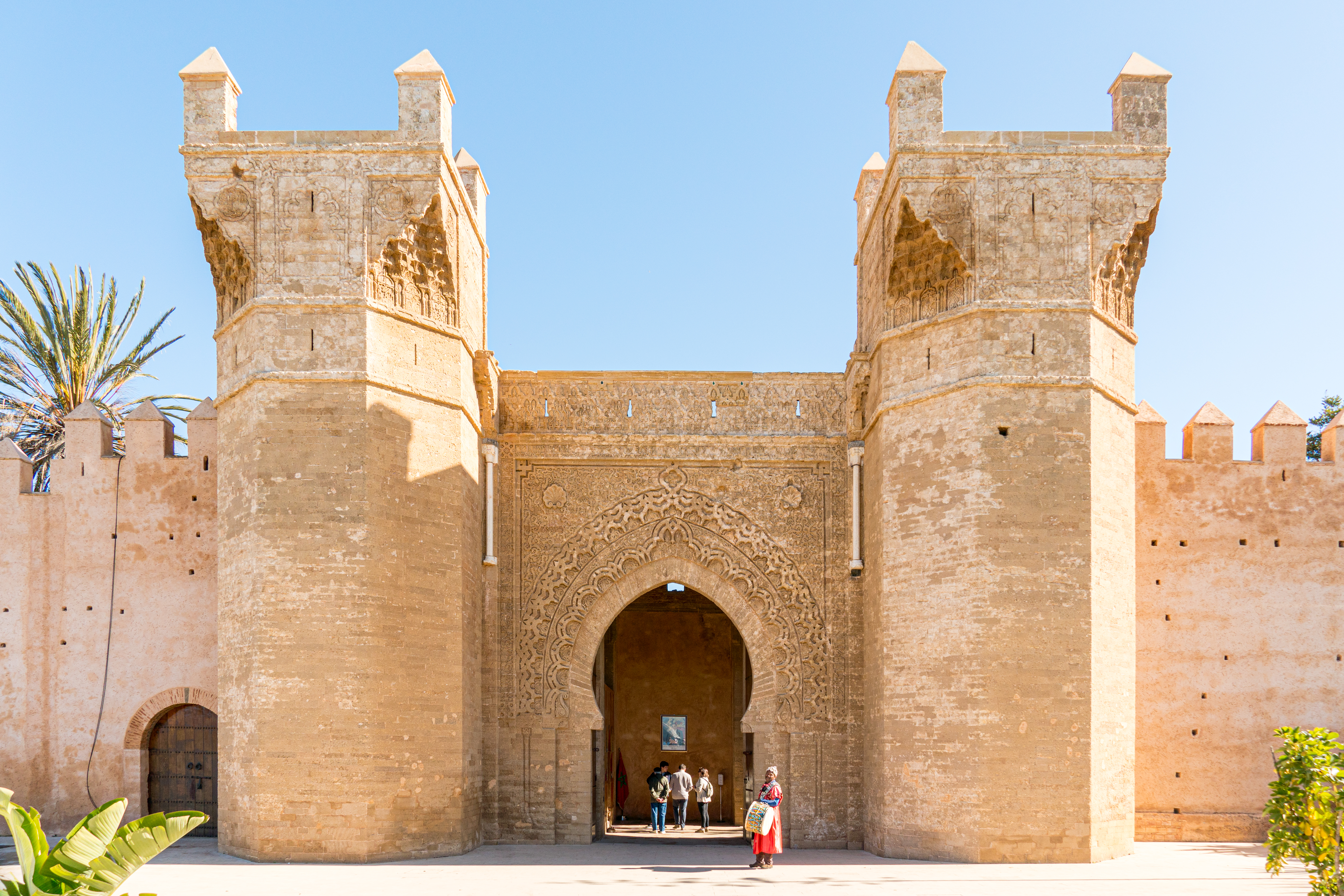
14世紀に建設された城壁と門

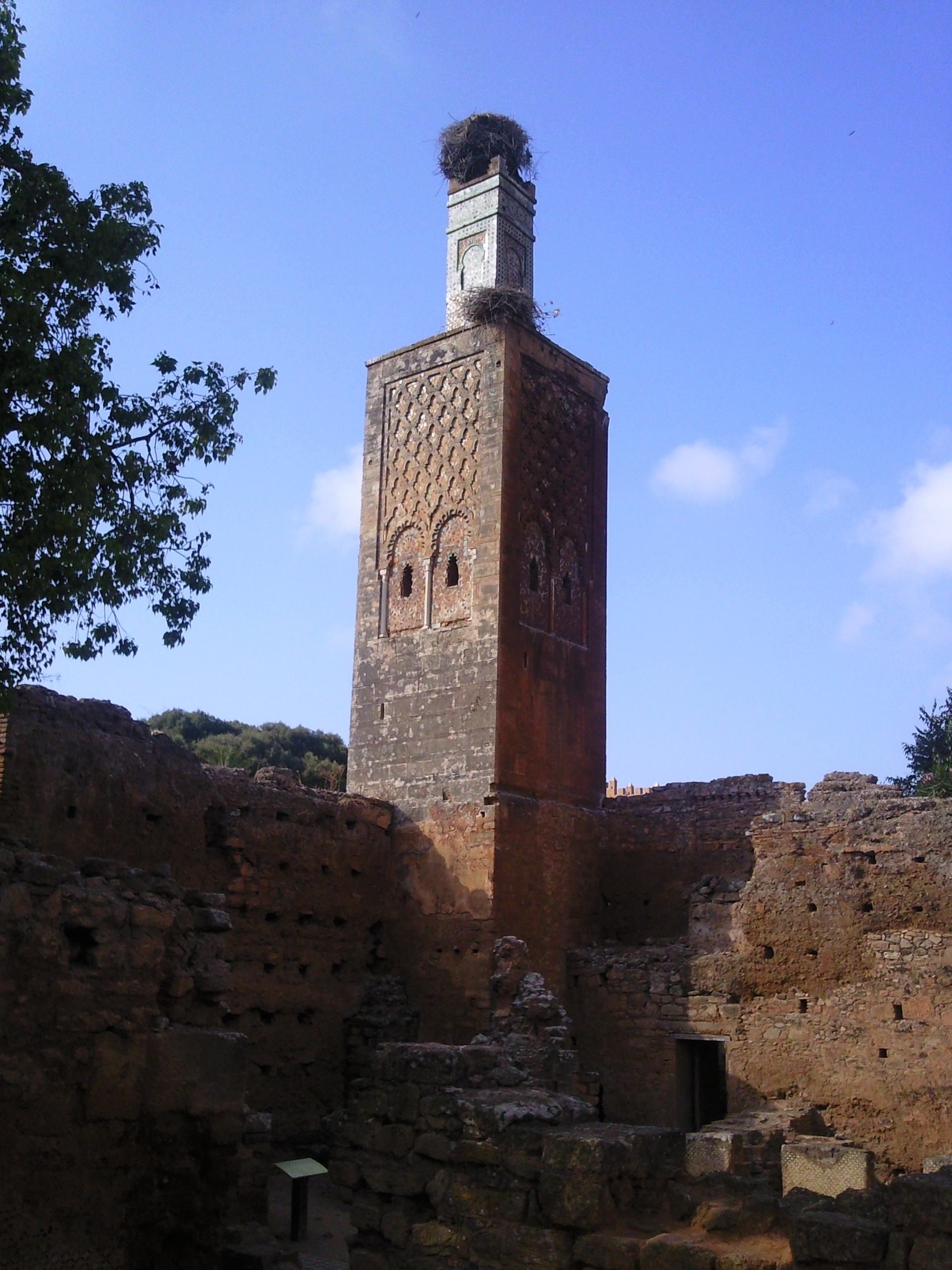
マリーン朝時代に建設されたミナレット

1284年、マリーン朝の6代君主のアブー・ユースフ・ヤアクーブの妻の墓所をこの遺跡に建設。その後、1286年の彼の死後、同じ場所に埋葬される。1339年にマリーン朝11代君主アブー・アルハサン・アリーによって城壁やモスクなどが建設される。

1755年のリスボン地震によってシェラは大きな損傷を受け放棄される。
2012年、「近代的首都と歴史的都市をあわせもつ遺産ラバト」として世界文化遺産に登録された。